# Georges Lucas (directeur de la photographie)
Pour les articles homonymes, voir Lucas et Georges Lucas (homonymie).

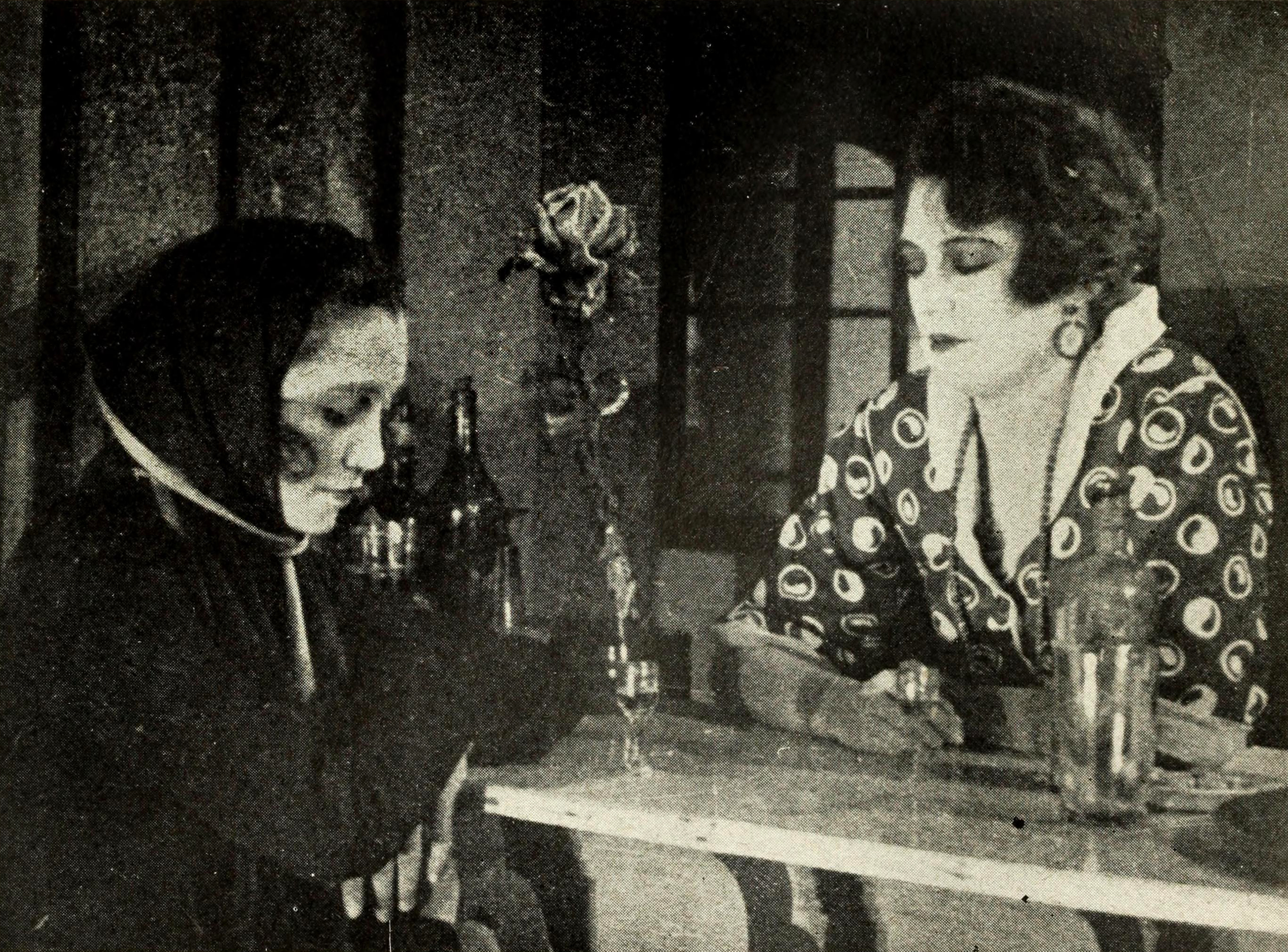
Fièvre (1921), avec Solange Sicard (à g.) et Ève Francis

Georges Lucas est un directeur de la photographie français (parfois crédité Lucas).

## Biographie
L'état civil de Georges Lucas est inconnu pour l'instant.
Comme chef opérateur, Georges Lucas contribue à une trentaine de films français, depuis Le Bercail de Marcel L'Herbier (1919) — réalisateur qu'il retrouve au début des années 1920, notamment sur El Dorado (1921) — jusqu'à Saturnin de Marseille d'Yvan Noé (1941).
Entretemps, il a travaillé sur La Femme de nulle part de Louis Delluc (1922), Mater dolorosa d'Abel Gance (1932) et Maria de la nuit de Willy Rozier (1936).
Il collabore également à plusieurs documentaires (parfois fictions) de Jean Epstein, dont Eau vive (1939).
S'ajoutent quelques autres films où Lucas est cadreur, dont Les Ailes blanches de Robert Péguy (1943), son ultime contribution à l'écran.

## Filmographie partielle

### Directeur de la photographie
- 1919 : Le Bercail de Marcel L'Herbier
- 1920 : Le Carnaval des vérités de Marcel L'Herbier
- 1920 : L'Homme du large de Marcel L'Herbier
- 1921 : Chichinette et Cie d'Henri Desfontaines
- 1921 : Villa Destin de Marcel L'Herbier
- 1921 : Fièvre de Louis Delluc
- 1921 : El Dorado de Marcel L'Herbier
- 1922 : La Femme de nulle part de Louis Delluc
- 1922 : La Fille des chiffonniers d'Henri Desfontaines
- 1922 : Don Juan et Faust de Marcel L'Herbier
- 1923 : L'Espionne d'Henri Desfontaines
- 1924 : Cousin Pons de Jacques Robert
- 1924 : L'Inondation de Louis Delluc
- 1924 : Soirée mondaine de Pierre Colombier
- 1925 : Le Comte Kostia de Jacques Robert
- 1927 : Napoléon vu par Abel Gance d'Abel Gance (prises de vues additionnelles)
- 1928 : La Chute de la maison Usher de Jean Epstein
- 1928 : La Symphonie pathétique d'Henri Étiévant et Mario Nalpas
- 1928 : Morgane la sirène de Léonce Perret
- 1928 : Minuit, place Pigalle de René Hervil
- 1930 : Tarakanova de Raymond Bernard
- 1932 : Mardi gras de Pierre Weill
- 1932 : Mon curé chez les riches d'Émile-Bernard Donatien
- 1932 : Mater dolorosa d'Abel Gance
- 1933 : Le Maître de forges de Fernand Rivers et Abel Gance
- 1934 : La Vie d'un grand journal de Jean Epstein (documentaire)
- 1934 : On a trouvé une femme nue de Léo Joannon
- 1934 : Chanson d'Ar-mor de Jean Epstein (documentaire)
- 1936 : Maria de la nuit de Willy Rozier
- 1936 : La Bretagne de Jean Epstein (documentaire)
- 1936 : La Madone de l'Atlantique de Pierre Weill
- 1936 : La Bourgogne de Jean Epstein (documentaire)
- 1936 : Train de plaisir de Léo Joannon
- 1938 : Les Bâtisseurs de Jean Epstein (documentaire)
- 1938 : La Relève de Jean Epstein (documentaire)
- 1938 : Vive la vie de Jean Epstein et Jean Benoit-Lévy (documentaire)
- 1939 : La Boutique aux illusions de Jacques Séverac
- 1939 : Eau vie de Jean Epstein (semi-documentaire)
- 1939 : Artères de France de Jean Epstein et René Lucot (documentaire)
- 1941 : Saturnin de Marseille d'Yvan Noé

### Cadreur
- 1933 : Le Martyre de l'obèse de Pierre Chenal
- 1943 : Les Ailes blanches de Robert Péguy

## Note
1. ↑  Les Gens du cinéma, « Fiche de Georges Lucas », sur lesgensducinema.com (consulté le 30 mars 2025) : « 
Date de naissance : inconnue
Lieu de naissance : France
Date de décès : après 1944 probablement
Cause : de mort naturelle »